# Pemphigus
Pemphigus là một nhóm những bệnh bọng nước tự miễn dịch hiếm gặp của da và/hay các niêm mạc. Pemphigus không lây - thậm chí khi tiếp xúc máu.
Thông thường hệ thống miễn dịch của cơ thể tạo ra các kháng thể tấn công những virus và vi khuẩn có hại trong nỗ lực nhằm giữ cho cơ thể khoẻ mạnh. Tuy nhiên, ở một người mắc bệnh pemphigus, hệ thống miễn dịch nhận định nhầm các tế bào ở da và/hay các niêm mạc là những vật chất lạ, và tấn công chúng. Các kháng thể tấn công các tế bào của chính cơ thể mình được gọi là những tự kháng thể. Trong pemphigus, tế bào bị tấn công tại những cầu nối desmosome. Các desmosome là cầu nối giữa những tế bào gai giữ cho da nguyên vẹn.
Khi những tự kháng thể tấn công các desmosome, các tế bào gai bị chia tách, dịch gian bào tập trung tại vị trí tổn thương hình thành bọng nước. Điều này gây nên thương tổn giống như bị bỏng hay vết rộp không lành lại. Ở một số rường hợp, những vết rộp đó có thể chiếm một vùng rộng trên cơ thể.
Có nhiều loại pemphigus, và chẩn đoán bệnh sớm là một điều quan trọng. Dù có thể có tính chất di truyền và một số nhóm người có thể có nguy cơ cao hơn về căn bệnh này, thì bệnh không có vẻ ảnh hưởng tới những người theo đặc trưng chủng tộc và phạm vi văn hoá, vì thế không thể nói rằng ai sẽ có thể mắc bệnh pemphigus. Bệnh có thể điều trị và có những hỗ trợ để người bệnh có thể sống chung với bệnh, gồm cả thông tin về dinh dưỡng và chăm sóc.

## Chẩn đoán
Bởi vì là một bệnh hiếm, pemphigus thường là điều cuối cùng người ta nghĩ tới khi chẩn đoán bệnh. Cần hỏi ý kiến một thầy thuốc da liễu nếu có bất kỳ thương tổn da hay miệng kéo dài nào. Chẩn đoán sớm có thể cho phép điều trị thành công với mức độ sử dụng thuốc thấp.
Có ba tiêu chí cho một chẩn đoán xác định:
1. Khám bệnh tại bệnh viện — khám bằng mắt về những tổn thương da.
2. Sinh thiết thương tổn — Lấy một mẫu da rộp và khám nghiệm bằng kính hiển vi để xác định xem tế bào có bị phân chia theo cách đặc trưng của pemphigus. Ngoài ra, lớp da có hiện tượng chia tách tế bào có thể được xác định.
3. Huỳnh quang miễn dịch trực tiếp (direct immunofluorescence) — Mẫu sinh thiết da được xử lý để để phát hiện các tự kháng thể kháng desmosome của da. Sự hiện diện của các tự kháng thể đó cho thấy dấu hiệu của pemphigus.

Ngoài những điều trên, một xét nghiệm chẩn đoán khác cũng có thể được sử dụng, được gọi là huỳnh quang miễn dịch gián tiếp hay xét nghiệm hiệu giá tự kháng thể. Xét nghiệm này xác định các tự kháng thể kháng desmosome trong huyết thanh máu. Nó có thể được dùng để xác định rõ hơn về mức độ bệnh. Ngoài ra, một thử nghiệm huyết thanh về các tự kháng thể desmoglein, được gọi là ELISA, cũng có thể được thực hiện. Nó là biện pháp chính xác nhất, tuy nhiên không phải tất cả các phòng thí nghiệm đều thực hiện được xét nghiệm này.

## Các dạng pemphigus
Có nhiều dạng pemphigus. Ba dạng chính là pemphigus vulgaris, pemphigus foliaceus, và paraneoplastic pemphigus.
Pemphigus Vulgaris (PV)
Thuật ngữ "vulgar" có nghĩa "thông thường," và PV là dạng thường được chẩn đoán nhất của pemphigus. Những chỗ đau và rộp da luôn xuất hiện đầu tiên ở miệng. Bởi vì da là một cơ quan của cơ thể nên PV được gọi là bệnh đơn cơ quan. Nó không gây ảnh hưởng gì tới các cơ quan bên trong. Những vết rộp có thể lan tới dây thanh quản, nhưng không thể xa hơn. PV không gây ra sẹo vĩnh viễn trừ khi có sự nhiễm trùng ở vị trí thương tổn. Trong kiểu bệnh này, các tự kháng thể tấn công protein "keo", là chất giữ các tế bào da dính với nhau, được gọi là desmoglein. Các thương tổn rất đau đớn. Thỉnh thoảng có xuất hiện hiệu ứng Nikolsky, chỉ cần chạm vào da cũng đủ khiến nó rách ra. Trước kia, khi chưa được điều trị bằng thuốc, PV gây ra tỷ lệ tử vong 99%, nhưng với các liệu pháp chữa trị hiện nay, tỷ lệ tử vong giảm xuống chỉ còn 5 đến 15%
Pemphigus Foliaceus (PF)
Ở loại pemphigus foliaceus này, các vết rộp và đau không xuất hiện ở miệng. Những vảy cứng đau nhức hay những vết rộp dễ vỡ thường xuất hiện đầu tiên trên mặt và da đầu và sau đó lan xuống ngực và lưng.
Các tự kháng thể được hệ miễn dịch sản xuất ra nhưng chúng chỉ liên kết với desmoglein 1. Các vết rộp rất nông và thường gây ngứa, nhưng không gây đau đớn như PV.
Đối với PF, thương tổn gây biến dạng da có thể xảy ra, nhưng tỷ lệ tử vong của kiểu bệnh này thấp hơn so với PV.
Paraneoplastic Pemphigus (PNP)
PNP là kiểu pemphigus nguy hiểm nhất. Nó thường xảy ra với những người có tiền sử chẩn đoán mắc một bệnh ác tính (ung thư). Tuy nhiên, nó lại là tuýp bệnh ít xảy ra nhất. Nó luôn xuất hiện những thương tổn đau đớn trong miệng, môi và thực quản, và xảy ra thương tổn da theo nhiều kiểu. PNP có thể gây ảnh hưởng đến phổi. Trong một số trường hợp việc chẩn đoán bệnh có thể khiến các bác sĩ phải lưu ý tìm kiếm một khối u ẩn. Một số trường hợp khối u là lành tính và tình trạng bệnh sẽ được cải thiện nếu khối u được loại bỏ bằng phẫu thuật.
Dạng bệnh này hiếm khi xảy ra và trông nó rất khác biệt so với những hình thái pemphigus khác. Các tự kháng thể trong máu cũng khác biệt và sự khác biệt đó có thể được xác định bằng các xét nghiệm.

## Các loại thuốc điều trị
- Corticosteroids
- Thuốc ức chế miễn dịch
  - Azathioprine (Imuran®)
  - Mycophenolate mofetil (CellCept®)
  - Cyclophosphamide (Cytoxan®)
  - Cyclosporine
- Các thuốc khác: thường được dùng với các tác dụng khác nhau
  - Dapsone®
  - Tiêm vàng
  - Methotrexate
  - Tetracycline, minocycline, hay doxycycline kết hợp với niacinamide
  - Các chế phẩm sinh học - một số thuốc này (Rituxan và Enbrel) đang được thử nghiệm lâm sàng.

## Dinh dưỡng
Việc sử dụng prednisone yêu cầu một số chú ý về dinh dưỡng nhằm kiểm soát sự bùng phát bệnh pemphigus. Nó là một loại thuốc steroid glucocorticoid yêu cầu một chế độ ăn có nhiều protein, ít cacbonhydrate, ít muối, ít chất béo, với sự chú ý đặc biệt tới liều lượng calci và kali. Calci với các vitamin D bổ sung là cần thiết trong chế độ ăn hàng ngày.
Có một chế độ ăn kiêng tốt rõ ràng là quan trọng đối với sức khoẻ, nhưng nó đặc biệt quan trọng đối với các bệnh nhân pemphigus để làm giảm bớt những tác dụng phụ của thuốc và làm cho cơ thể khoẻ mạnh để có thể chống chọi với bệnh tật và phục hồi. Acidophilus, một vi khuẩn hữu ích có trong sữa chua, cũng như trong những phần bổ sung của chế độ ăn, được khuyến cáo cho những người thường xuyên phải dùng thuốc kháng sinh. Nó cũng giúp ngăn chặn nhiễm trùng.
Đã có tài liệu cho rằng một số bệnh nhân nhạy cảm với tỏi, hành và tỏi tây (nhóm thực phẩm Alium). Các thực phẩm đó và có thể cả những loại khác có thể gây ra hay làm tệ hại thêm tình trạng bệnh.
Nhạy cảm với thực phẩm có thể có lợi hay có hại, tuỳ vào từng người bệnh. Nếu một loại thức ăn bị nghi ngờ gây phồng da, thì sau một lần thử ăn lại nó, nếu tình trạng đó lại xuất hiện, loại thực phẩm đó cần được lấy ra khỏi chế độ ăn.